# Овчинников, Борис Васильевич
Бори́с Васи́льевич Овчи́нников (1920—1981) — полковник Советской Армии, участник Великой Отечественной войны, Герой Советского Союза (1945).

## Биография
Борис Овчинников родился 17 сентября 1920 года в городе Льгов (ныне — Курская область). Русский. После окончания средней школы работал слесарем. В августе 1940 года Овчинников был призван на службу в Рабоче-крестьянскую Красную Армию. С начала Великой Отечественной войны — на её фронтах. В боях был ранен. К лету 1944 года гвардии старший лейтенант Борис Овчинников командовал ротой 51-го отдельного моторизованного сапёрного батальона 2-го гвардейского танкового корпуса 3-го Белорусского фронта. Отличился во время освобождения Белорусской ССР.
В ночь с 30 июня на 1 июля 1944 года рота Овчинникова первой прорвалась к мосту через Березину в районе деревни Черневка Борисовского района Минской области и захватила его, после чего удерживала до подхода основных сил, разминировав его и потушив возгорание. В ночь со 2 на 3 июля 1944 года Овчинников во главе сапёрной группы Овчинников атаковал вражескую колонну на лесной дороге, уничтожив несколько машин, закупорив движение. Подоспевшие танкисты разгромили остатки колонны. В том бою Овчинников получил ранение, но продолжал сражаться.
Указом Президиума Верховного Совета СССР от 24 марта 1945 года за «образцовое выполнение боевых заданий командования на фронте борьбы с немецкими захватчиками и проявленные при этом отвагу и геройство» гвардии старший лейтенант Борис Овчинников был удостоен высокого звания Героя Советского Союза с вручением ордена Ленина и медали «Золотая Звезда».
После окончания войны Овчинников продолжил службу в Советской Армии. В 1956 году он окончил Военно-инженерную академию. В 1966 году в звании полковника Овчинников был уволен в запас. Проживал и работал в Невинномысске. Умер 28 июля 1981 года, похоронен в Невинномысске.
Был также награждён двумя орденами Отечественной войны 1-й степени, двумя орденами Красной Звезды и рядом медалей.